# Pic d'Orhy
Le pic d'Orhy (ou Orhi en basque) est un sommet frontalier des Pyrénées en Pays basque.

## Toponymie
Orhy proviendrait du basque orre qui signifie « genévrier ».

## Géographie
Le pic d'Orhy est situé à la frontière franco-espagnole, entre la Soule pour les Pyrénées-Atlantiques et la communauté forale de Navarre.

### Topographie
C'est le point culminant de la Soule à 2 017 m d'altitude. Il est le premier « 2 000 » des Pyrénées, en venant de l'océan Atlantique, et ses dimensions imposantes en font le géant des Pyrénées basques. De son sommet on aperçoit le golfe de Gascogne, le pic d'Anie et côté Béarn à l'est, les plus hauts sommets des Pyrénées.

### Climat

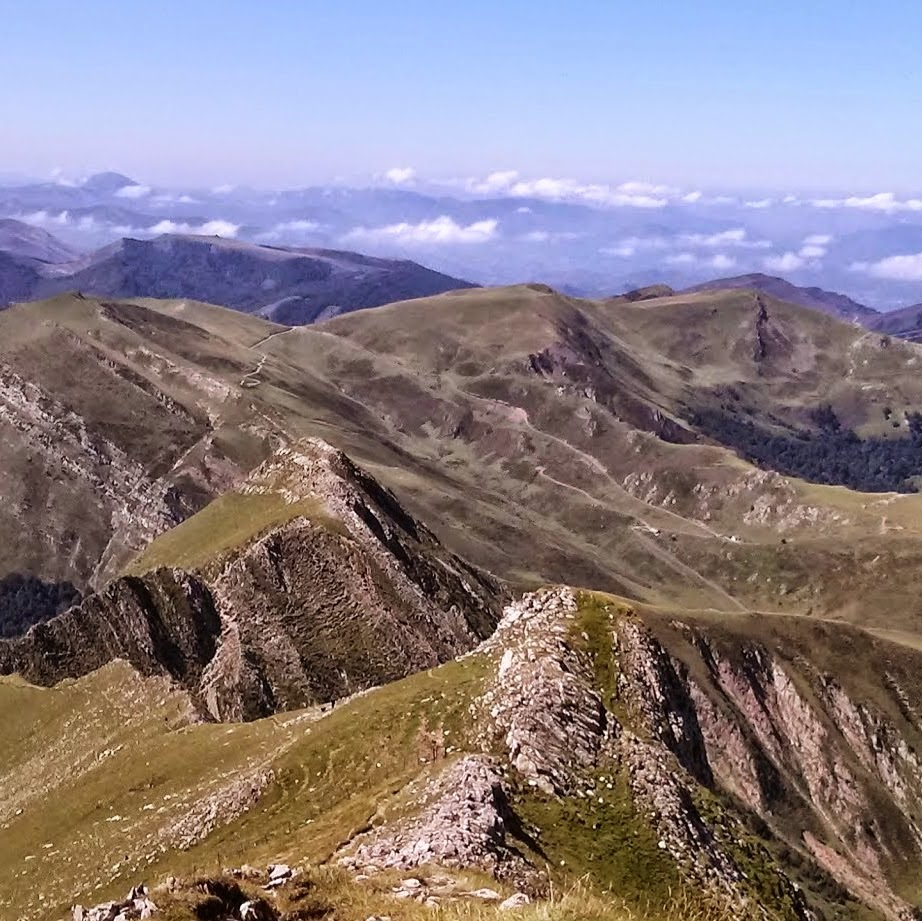
Vue de la chaîne des Pyrénées depuis le pic d'Orhy.

## Faune et flore

### Anecdote
Un proverbe basque dit : « Orhiko xoria, Orhin laket » (« L'oiseau d'Orhi se plaît à Orhi » en souletin) ou « Orhiko txoria, Orhira tira » (« L'oiseau d'Orhi à Ohri restera » en navarrais).

## Histoire
Selon la tradition basque, le pic d'Orhy était un lieu du sabbat.

## Voies d'accès
Le départ se fait à Larrau (nord-est), ou aux chalets d'Iraty (nord-ouest) par un sentier escarpé.